# 13 Eskadra Towarzysząca
13 eskadra towarzysząca – pododdział lotnictwa Wojska Polskiego w II Rzeczypospolitej.
13 eskadra towarzysząca sformowana została na bazie 13 eskadry liniowej w 1934 na lotnisku Okęcie.

Godłem eskadry był zielono-żółty świerszcz na tle jasnoniebieskiego koła ze srebrną obwódką. Numery taktyczne: dowódca eskadry−22, I pluton od 23 do 25, II pluton od 26 do 28, III pluton od 29 do 31, IV pluton od 32 do 34, V pluton od 35 do 37.

W czasie kampanii wrześniowej 1939 eskadra walczyła w składzie Samodzielnej Grupy Operacyjnej „Narew”, operując z lotnisk Wierzbowo, Dobra Wielka, Krynki, Jabłonka, Łysów.

1 września eskadra posiadała 7 samolotów RWD-14b Czapla. W toku działań utraciła 5 samolotów, poległo 3 członków personelu latającego, 3 zostało rannych, 5 uznano za zaginionych. Załogi eskadry wykonały 45 zadań bojowych, w tym 10 łącznikowych.

## 13 eskadra towarzysząca w okresie pokoju
Rozkazem Departamentu Aeronautyki MSWojsk. w drugiej połowie 1930 zorganizowany został tzw. pluton towarzyszący podległy dowódcy I dywizjonu liniowego z 1 pułku lotniczego. Na bazie plutonu prowadzono ćwiczenia doświadczalne polegające na współdziałaniu z wojskami lądowymi. Ćwiczenia wykazały dużą przydatność tego typu formacji, szczególnie w zakresie zwiadu lotniczego i łączności. Bazując na wynikach ćwiczeń, rozkazem MSWojsk. B.Og.Org. L. 4349/tj. z 19 stycznia 1934, rozwiązano 13 eskadrę liniową, a na jej bazie utworzono 13 eskadrę towarzyszącą w składzie pięć plutonów po trzy samoloty. Wyposażenie eskadry stanowiły samoloty Potez XXV, PWS-5 i PZL Ł.2. Nowy pododdział wszedł w skład I dywizjonu liniowego 1 pułku lotniczego stacjonującego na lotnisku Okęcie w Warszawie. W końcu maja 1934 wszystkie plutony osiągnęły zdolność bojową. W 1934 plutony otrzymały samoloty towarzyszące Lublin R.XIII.
W sierpniu eskadra przebywała na poligonie Trauguttowo w okolicach Brześcia. Po ukończeniu programu ćwiczeń plutony rozpoczęły działalność na rzecz innych rodzajów wojsk:  I/13 współdziałał z 10 Grupą Artylerii podczas szkoły ognia na poligonie Krzątka Bojanów, II/13 z Brygady Kawalerii „Białystok”, III/13 uczestniczył w szkole ognia 1 Grupy Artylerii na poligonie Czerwony Bór, IV/13 brał udział w ćwiczeniach Szkoły Podchorążych Piechoty, V/13 wykonywał zadania na korzyść sztabu 2 Dywizji Kawalerii.
Latem 1934 trzy plutony eskadry przebywały na koncentracji i ćwiczeniach lotnictwa na węźle lotniskowym Gniezno. Koncentrację zakończono zlotem na lotnisko Okęcie i defiladą powietrzną nad Warszawą.
Zimą 1935 II, III i V pluton działały na korzyść 18 Dywizji Piechoty, a załogi I plutonu współdziałały z 28 Dywizją Piechoty.
W dniu 4 lutego 1935, na skutek otwarcia w kabinie spadochronu, zginęła załoga II plutonu: ppor. obs. Zygmunt Piekarski i sierż. pil. Władysław Zieliński.
W kolejnych latach eskadra ćwiczyła walki powietrzne i zwalczanie celów naziemnych na różnych poligonach. Poszczególne plutony współdziałały z wojskami lądowymi.
W czasie ćwiczeń miały też miejsce kolejne wypadki lotnicze.  W październiku 1935 samolot R-XIII zderzył się z samolotem P-7. Sierż. pil. Jan Kozłowski poniósł śmierć, a sierż. Wolf doznał ciężkich obrażeń. W 1936 w locie treningowym zginął kpr.pil. Gerard Kucharski, a st. szer. Tadeusz Szadkowski uległ ciężkim obrażeniom.
Rozkazem Departamentu Dowodzenia Ogólnego MSWojsk. L.dz. 4359/tjn. z 19 lipca 1937 dokonano reorganizacji 13 eskadry Towarzyszącej. Na jej bazie utworzono nową 13 eskadrę towarzyszącą oraz 16 i 19 eskadry towarzyszące. Wszystkie nowe eskadry posiadały w swoim składzie dwa plutony i podlegały dowództwu nowo utworzonego VI/1 dywizjonu towarzyszącego.
W czerwcu 1938 13 eskadra przebywała na lotnisku Rakowice koło Krakowa. 5 czerwca w trybie alarmowym przesunięto eskadry VI dywizjonu do Pohulanki koło Wilna. Ten nagły przerzut samolotów na Wileńszczyznę miał związek z zaistniałym polsko–litewskim konfliktem granicznym. 10 czerwca samoloty powróciły na Okęcie. Kilka dni potem wznowiono szkolenie, tym razem na poligonie w Czerwonym Borze.
W maju 1939 eskadra przezbrojona została w samoloty RWD-14b Czapla.
25 sierpnia tego roku, po przeprowadzonej mobilizacji alarmowej, jednostka została przemianowana na 13 Eskadrę Obserwacyjną.
W nocy z 26 na 27 sierpnia rzut kołowy przemieścił się na lotnisko polowe w Czerwonym Borze. 28 sierpnia na tym lotnisku wylądował rzut powietrzny: 7 samolotów obserwacyjnych RWD-14b Czapla i 2 samoloty łącznikowe RWD-8. Następnego dnia II pluton odleciał na lądowisko koło folwarku Dobra Wielka, do dyspozycji dowódcy Oddziału Wydzielonego „Suwałki”.

## Działania 13 eskadry obserwacyjnej w kampanii wrześniowej

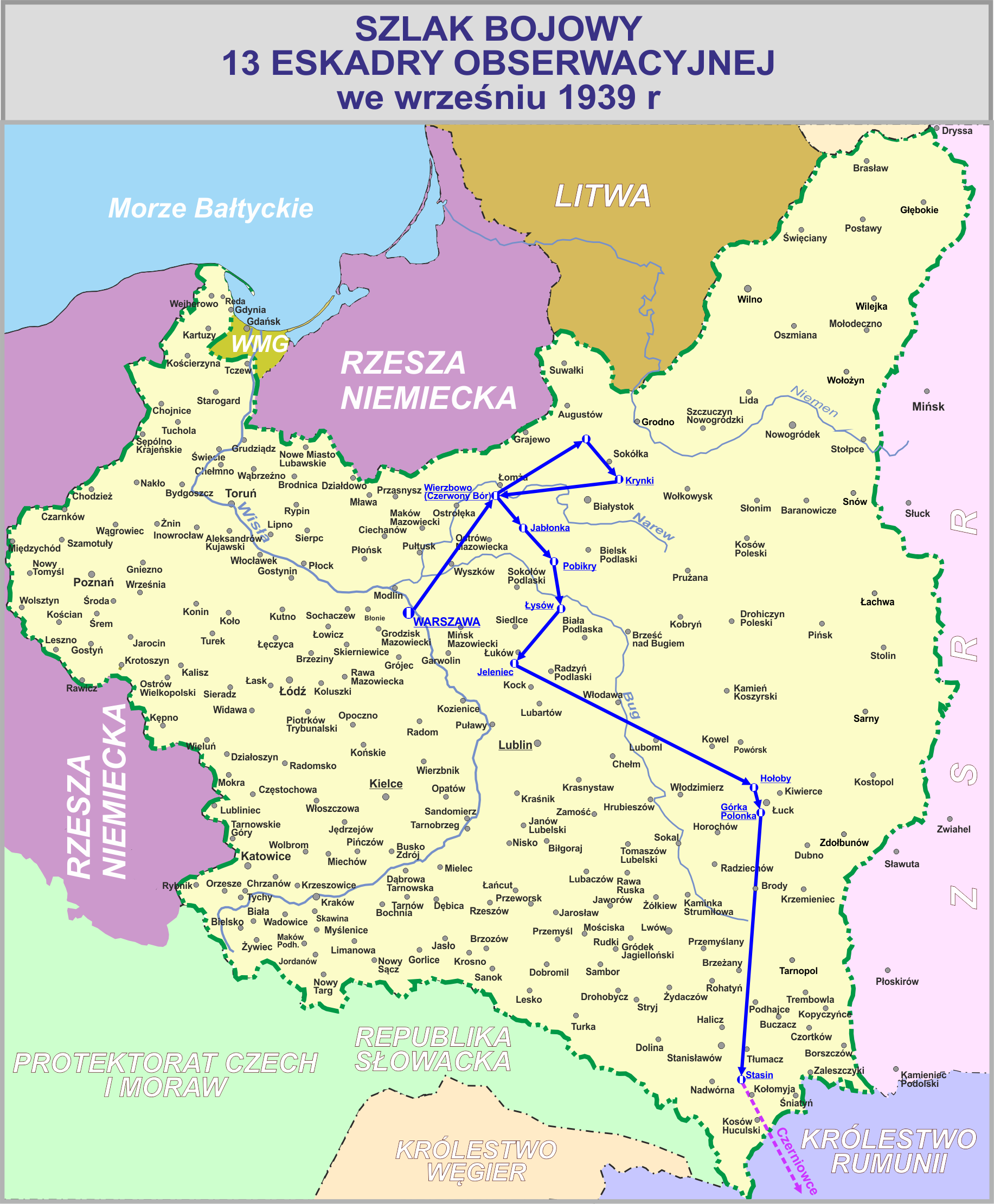

W czasie kampanii wrześniowej 1939 eskadra początkowo walczyła w składzie Samodzielnej Grupy Operacyjnej „Narew”, a 10 września została przydzielona do dyspozycji dowódcy Frontu Północnego, mimo iż jeszcze przez kilka dni wykonywała zadania dla SGO „Narew”.

### W składzie lotnictwa Samodzielnej Grupy Operacyjnej „Narew”
Rano 1 września, po odprawie u dowódcy Lotnictwa SGO „Narew”, dowódca eskadry kpt. obs. Lucjan Fijuth powiadomił żołnierzy o stanie wojny z Niemcami. Załoga por. obs. Józefa Taraszewskiego z pilotem st. sierż. pil. Romualdem Podwysockim otrzymała zadanie rozpoznania pasa nadgranicznego Myszyniec–Szczucin–Grajewo, a por. obs. Stanisław Świechowski z sierż. pil. Antonim Paszkowskim rejonu Chorzeli. Obie załogi meldowały o przekroczeniu granicy niedużych oddziałów niemieckich. Po południu te same załogi dublowały poranne zadania. W tym czasie, przygotowujący się do lotów, II pluton został zaskoczony nalotem kilku bombowców. Bombardowanie było niecelne i nie uczyniło żadnych strat. Kapitan Seweryn Łaźniewski otrzymał rozkaz przesunięcia samolotów na lądowisko Krynki.

2 września przed południem na rozpoznanie w rejon Chorzele–Różan polecieli kpt. obs. Feliks Misiewicz z ppor. pil. Julianem Morawskim. Załoga nie powróciła na lotnisko. To samo zadanie powtarzali por. obs. Józef Taraszewski ze st. sierż. pil. Romualdem Podwysockim. Załoga zameldowała wykrycie dużej kolumny pancerno-motorowej na szosie Chorzele–Różan. Załoga II plutonu, w składzie por. obs. Marian Pęski i kpr. pil. Andrzej Piaskowski, rozpoznawała na korzyść Suwalskiej Brygady Kawalerii w rejonie na północny zachód od Suwałk. W czasie lądowania wyłamano podwozie „Czapli”. Załoga obrażeń nie odniosła, ale samolot następnego dnia musiano spalić.

3 września do Czerwonego Boru przyleciał rzut powietrzny II plutonu. Wykonująca lot rozpoznawczy załoga: kpt. obs. Seweryn Łaźniewski i por. pil. Eugeniusz Chojnacki, została zaatakowana przez Messerschmitty i zestrzelona . W kolejnym wylocie poleciał dowódca eskadry ze st. sierż. pil. Wawrzyńcem Madalińskim. Załoga wykryła kolumnę broni pancernej na szosie Chorzele–Różan. W czasie prowadzenia rozpoznania została zaatakowana przez niemieckie myśliwce. Skutecznie ratowała się ucieczką. Po południu załoga por. Taraszewski i st. sierż. Podwysocki poleciała w rejon Chorzele–Przasnysz–Myszyniec. W locie powrotnym  ostrzelała z lotu koszącego jadącą kolumnę zmotoryzowaną, zadając przeciwnikowi duże straty. Z lekką raną ręki por. Taraszewski wylądował na podziurawionej pociskami „Czapli”.

4 września por. obs. Edward Hubicki i kpr. pil. Edward Sadoczyński śledzili marsz wykrytej wcześniej kolumny pancernej. W rejon Różana polecieli ppor. obs. Franciszek Rudnicki i kpr. pil. Mieczysław Piwko. Po południu 4 klucze Heinkli 111 zbombardowały lotnisko eskadry. Bomby uszkodziły 1 samochód ciężarowy. Dowódca eskadry otrzymał rozkaz odejścia na lądowisko Jabłonka.

5 września załogi eskadry wykonały 4 loty rozpoznawcze celem ustalenia kierunków marszu jednostek pancernych wroga. Z jednego lotu nie powróciła załoga por. obs. Hubicki i kpr. pil. Piaskowski, a do jednostki dołączył zaginiony kpt. Misiewicz. Po południu załoga por. obs. Taraszewski i sierż. pil. Podwysocki wykonała lot łącznościowy do komendanta Bazy Małaszewicze i z powrotem.

6 września eskadra nadal rozpoznawała i ustalała kierunki marszu nieprzyjacielskich oddziałów pancernych. Dowódca eskadry tak charakteryzuje te działania:

„[...] Eskadra rozpoznaje w dalszym ciągu broń pancerną nieprzyjaciela. Dowództwo nie jest w stanie nastawić rozpoznania lotniczego ze względu na jej ruchliwość i nie jest w możności określić, w którym rejonie po przebytej nocy znajduje się nieprzyjaciel. Dlatego też otrzymuję rozkazy rozpoznawania olbrzymich rejonów jak: Ostrów Mazowiecka – Wyszków – Węgrów – Ostrołęka. Rozpoznania dają chaotyczne, niepełne wiadomości. Obserwatorzy stwierdzają po kilkanaście czołgów buszujących po prawie wszystkich szosach w różnych kierunkach”[...]”

Podczas wykonywania zadania rozpoznawczego, samolot ppor. obs. Jana Gerstela i kpr. pil. Jana Bahanka został trafiony ogniem obrony przeciwlotniczej. Po wylądowaniu kpr. Bahanka odwieziono do szpitala, a „Czapla” została uszkodzona.Tego dnia ppor. obs. Piotr Kotonowicz  poleciał z sierż. Antonim Paszkowskim do Warszawy w celu doręczenia poczty Naczelnemu Wodzowi.
Przed wieczorem rzut powietrzny eskadry odleciał na lądowisko Pobikry.

7 września latano na rozpoznanie w obszarze Ostrów Mazowiecka i Małkinia, a por. Taraszewski wystartował do Warszawy na RWD-8, by doręczyć pocztę dowódcy SGO „Narew”. Dołączyła do eskadry załoga por. Hubicki i kpr. Piaskowski.

8 września wykonano 3 loty rozpoznawcze. Załoga por. Taraszewskiego wróciła z Warszawy nie RWD-8, a „Karasiem”. Niestety, maszyny ostrzelanej w czasie przelotu nie udało się naprawić.

9 września prowadzono rozpoznanie na drogach Wyszków – Małkinia. Ubezpieczano też m.p. sztabu SGO „Narew” rozmieszczonego w  Wysokim Mazowieckim oraz poszukiwano terenów pod przyszłe lotniska eskadry.

10 września załogi por. Hubickiego i ppor. Kotonowicza wykryły obecność niemieckich oddziałów pancernych w Sokołowie Podlaskim i Węgrowie. Rozpoczęto przegrupowanie eskadry do Łysowa. Rzut kołowy odjechał w nocy, a o świcie odleciały samoloty. W tym dniu utracono też łączność ze sztabem SGO „Narew”.

### Pod rozkazami Naczelnego Dowódcy Lotnictwa
11 września eskadra nadal nie miała łączności ze sztabem SGO „Narew”. Wobec powyższego kpt. Lucjan Fijuth wysłał oficera łącznikowego do Naczelnego Dowódcy Lotnictwa w Brześciu, prosząc o rozkazy. W dniu następnym ppor. Kotonowicz przywiózł rozkaz, zgodnie z którym z dniem 13 września eskadra przeszła do dyspozycji dowódcy Frontu Północnego gen. Dąb-Biernackiego. Eskadra ma przegrupować się do Wojcieszkowa, a dowódca eskadry zameldować się u dowódcy frontu w Siedlcach lub Kałuszynie.

12 września w rejonie Huszlewa zorganizowany oddział 12 ludzi zdobył w zasadzce 4 niemieckie czołgi rozpoznawcze (sic!). Wieczorem rzut kołowy wyruszył na nowe lotnisko. Do eskadry dołączył też rzut kołowy II/13 plutonu.

13 września rzut powietrzny przesunął się na lądowisko Jeleniec. W trakcie przelotu zaginęła załoga kpt. obs. Misiewicz i kpr. pil. Sadoczyński. W godzinach przedwieczornych ewakuowano lotnisko Jeleniec, a eskadra przeszła na lotnisko Hołuby. Podczas zmiany lotniska zostały ostrzelane załogi por. Pęskiego i por. Taraszewskiego. Ranny por. Taraszewski  dostał się do niewoli, a postrzelana „Czapla” por. Pęskiego lądowała przymusowo w okolicach Hrubieszowa, a po usunięciu uszkodzeń odleciała do Hołub.
W tym czasie dowódca eskadry kpt. Fijuth odnalazł kwaterę gen. Dąb-Biernackiego w Lubartowie i otrzymał rozkaz przerzucenia eskadry do Świerży. Po przybyciu na lotnisko Jeleniec nie zastał już tam eskadry. W majątku Ciecierzyn spotkał część rzutu kołowego dowodzonego przez ppor. Kotonowicza. Podporucznik Kotonowicz wysłany został  do Hołub z rozkazem dla rzutu powietrznego przelotu na lądowisko Świerże. W drodze do Hołub  ppor. Kotonowicz dostał się do niewoli niemieckiej i rozkazu nie przekazał.

W dniach 15-16 września dwie „Czaple” zostały przeniesione na lądowisko Górka Połonka. Tutaj wykonano kilka lotów rozpoznawczych i łącznościowych na korzyść dowódcy obrony Łucka, po czym samoloty odleciały na lotnisko Stasin. Tam weszły w skład formującego się dywizjonu obserwacyjnego. Kpt. Fijuth, nie doczekawszy się przylotu samolotów do Świerży, wyjechał samochodem do Hołub, a dowodzenie rzutem kołowym objął ppor. Gerstel.

17 września załogi wykonały 2 loty łącznościowe oraz rozpoznanie granicy wschodniej, a dowódca eskadry, nie znajdując jednostki w Hołubach, udał się do Wielicka, skąd samolotem PZL.46 „Sum“ odleciał do Kołomyi, a następnie przekroczył granicę i wylądował w Czerniowcu.

18 września dwie załogi eskadry, w składzie innych samolotów dywizjonu, odleciały do Czerniowiec, a rzut kołowy podążał z Łucka do Kołomyi. W drodze por. Gerstel podporządkował się oddziałowi por. pil. Edmunda Piorunkiewicza  z eskadry sztabowej.

25 września 1939 por. pil. Edmund Piorunkiewicz uzyskał zgodę gen. bryg. Franciszka Kleeberga na zorganizowanie 13 eskadry szkolnej. Wymieniona jednostka do 6 października 1939 działała w składzie Samodzielnej Grupy Operacyjnej „Polesie”.

## Żołnierze eskadry
| Stopień   | Imię i nazwisko     | Okres pełnienia służby |
| --------- | ------------------- | ---------------------- |
| kpt. obs. | Edward Młynarski    | 1934 – 1935            |
| por. obs. | Tadeusz Nowacki     | p.o. był w 1935        |
| kpt. pil. | Karol Eberhardt     | 17 X 1935 – XI 1937    |
| kpt. pil. | Bolesław Nieznański | XI 1937 – 1 V 1939     |
| kpt. obs. | Lucjan Fijuth       | 1 V 1939– IX 1939      |

| Stanowisko            | Stopień, imię i nazwisko         | Przydział 1 XI 1939   |
| --------------------- | -------------------------------- | --------------------- |
| dowódca eskadry       | kpt. Kazimierz Ciesielski        |                       |
| dowódca I/13 plutonu  | kpt. Henryk II Wiśniewski        |                       |
| dowódca II/13 plutonu | kpt. Seweryn Jan Łaźniewski      | dowódca II/13 plutonu |
| pilot                 | ppor. Julian Morawski            |                       |
| obserwator            | por. Edward Hubicki              |                       |
| obserwator            | por. Stanisław Józef Świechowski |                       |
| obserwator            | por. piech. Józef Taraszewski    |                       |
| obserwator            | ppor. Franciszek Rudnicki        |                       |

| Stanowisko      | Stopień, imię i nazwisko              | Dalsze losy             |
| --------------- | ------------------------------------- | ----------------------- |
| dowódca eskadry | kpt. obs. Lucjan Fijuth               | Polskie Siły Powietrzne |
| szef eskadry    | st. sierż. Wacław Kozłowicz           |                         |
| I pluton        |                                       |                         |
| dowódca plutonu | kpt. obs. Feliks Misiewicz            | † Starobielsk           |
| obserwator      | por. obs. Edward Hubicki              |                         |
| obserwator      | por. obs. Józef Różycki-Taraszewski   | niewola niemiecka       |
| obserwator      | por. obs. Stanisław Świechowski       |                         |
| obserwator      | ppor. obs. Franciszek Rudnicki        | † 19 IX 1939            |
| pilot           | ppor. pil. Julian Morawski            |                         |
| pilot           | st. sierż. pil. Wawrzyniec Madaliński |                         |
| pilot           | st. sierż. pil. Antoni Paszkowski     |                         |
| pilot           | st. sierż. pil. Romuald Podwysocki    | Armia Krajowa           |
| pilot           | kpr. pil. Jan Bahanek                 | Polskie Siły Powietrzne |
| szef mechaników | majster wojsk. Choiński               |                         |
| II pluton       |                                       |                         |
| dowódca plutonu | kpt. obs. Seweryn Łaźniewski          | † 3 IX 1939             |
| obserwator      | por. obs. Marian Pęski                |                         |
| obserwator      | ppor. obs. Piotr Kotonowicz           |                         |
| obserwator      | ppor. obs. Jan Gerstel                | Polskie Siły Powietrzne |
| pilot           | por. pil. Eugeniusz Chojnacki         | † 3 IX 1939             |
| pilot           | kpr. pil. Andrzej Piaskowski          |                         |
| pilot           | kpr. pil. Mieczysław Piwko            |                         |
| pilot           | kpr. pil. Edward Sadoczyński          |                         |
| pilot           | kpr. pil. Bronisław Wojno             | Polskie Siły Powietrzne |
| szef mechaników | st. majster wojsk. Józef Trautman     |                         |

## Wypadki lotnicze
- 4 lutego 1935 na skutek otwarcia się spadochronu pilota, który został wyciągnięty z samolotu, a ten spadł na ziemię zginęła załoga w składzie sierż. pil. Władysław Zieliński oraz ppor. obs. Zygmunt Piekarski. Załoga była z plutonu II/13[6].
- 9 października 1935 podczas podchodzenia do lądowania samolotu Lublin R-XIII z załogą sierż. sierż. pil. Jan Kozłowski i Hugon Wolf, uderzył w niego lądujący samolot PZL P-7. Sierż. Kozłowski poniósł śmierć, natomiast sierż. Wolf doznał ciężkich obrażeń[3].
- 15 czerwca 1936 podczas lotu treningowego śmierć poniósł kpr. pil. Gerard Kucharski, a ciężkim obrażeniom uległ st. szer. Tadeusz Szadkowski[3].

## Samoloty eskadry
We wrześniu 1939 na uzbrojeniu eskadry znajdowało się 7 samolotów RWD-14 Czapla.

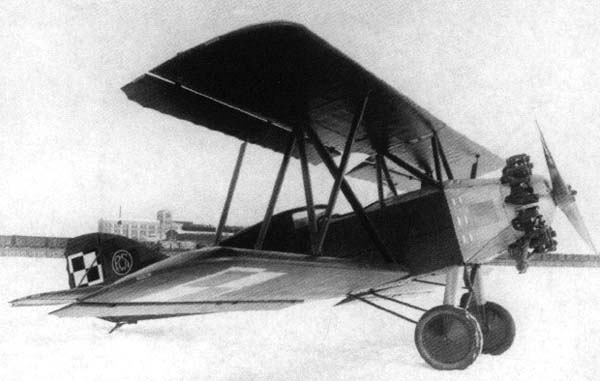
PWS-5
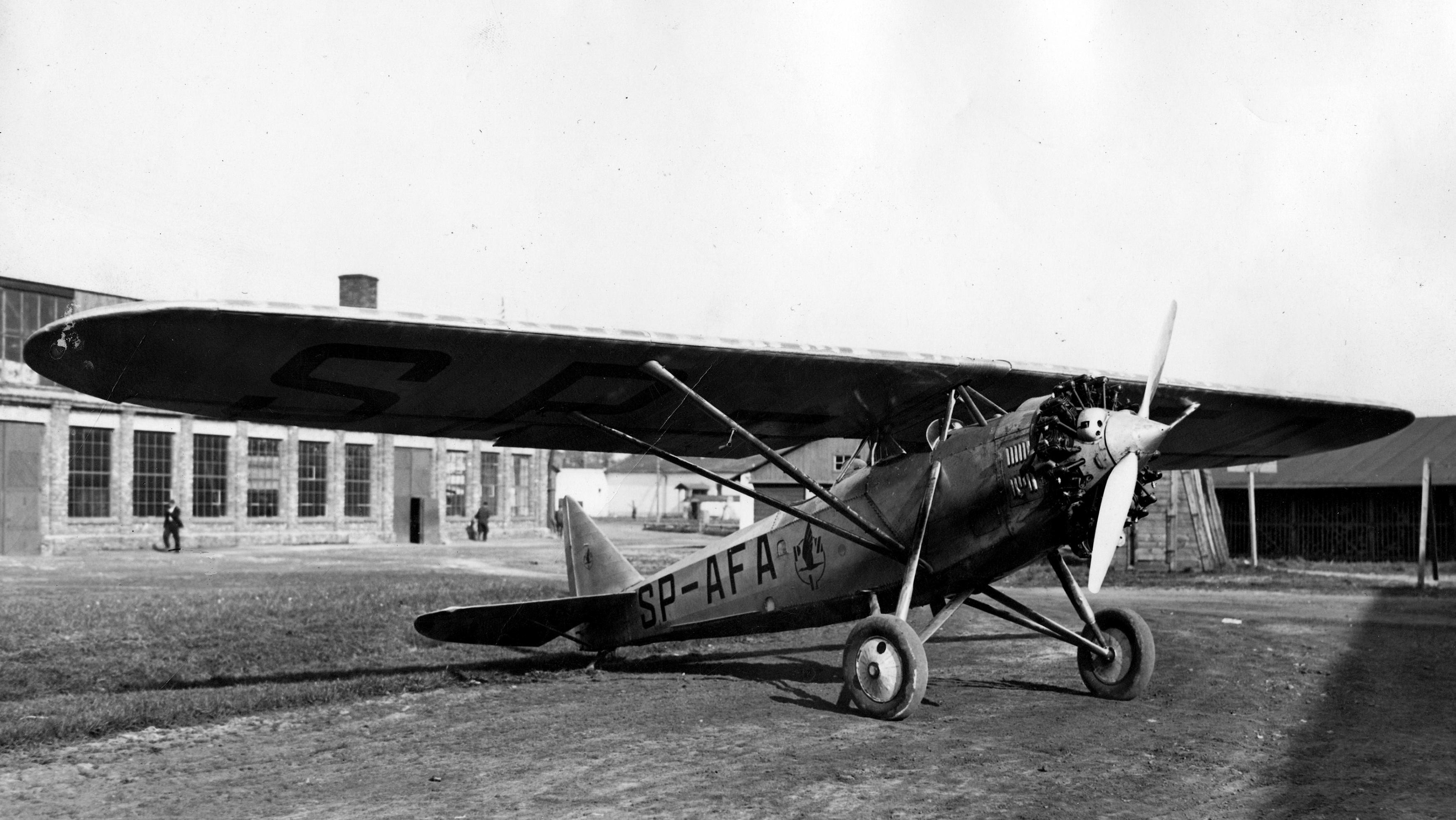
PZL Ł.2
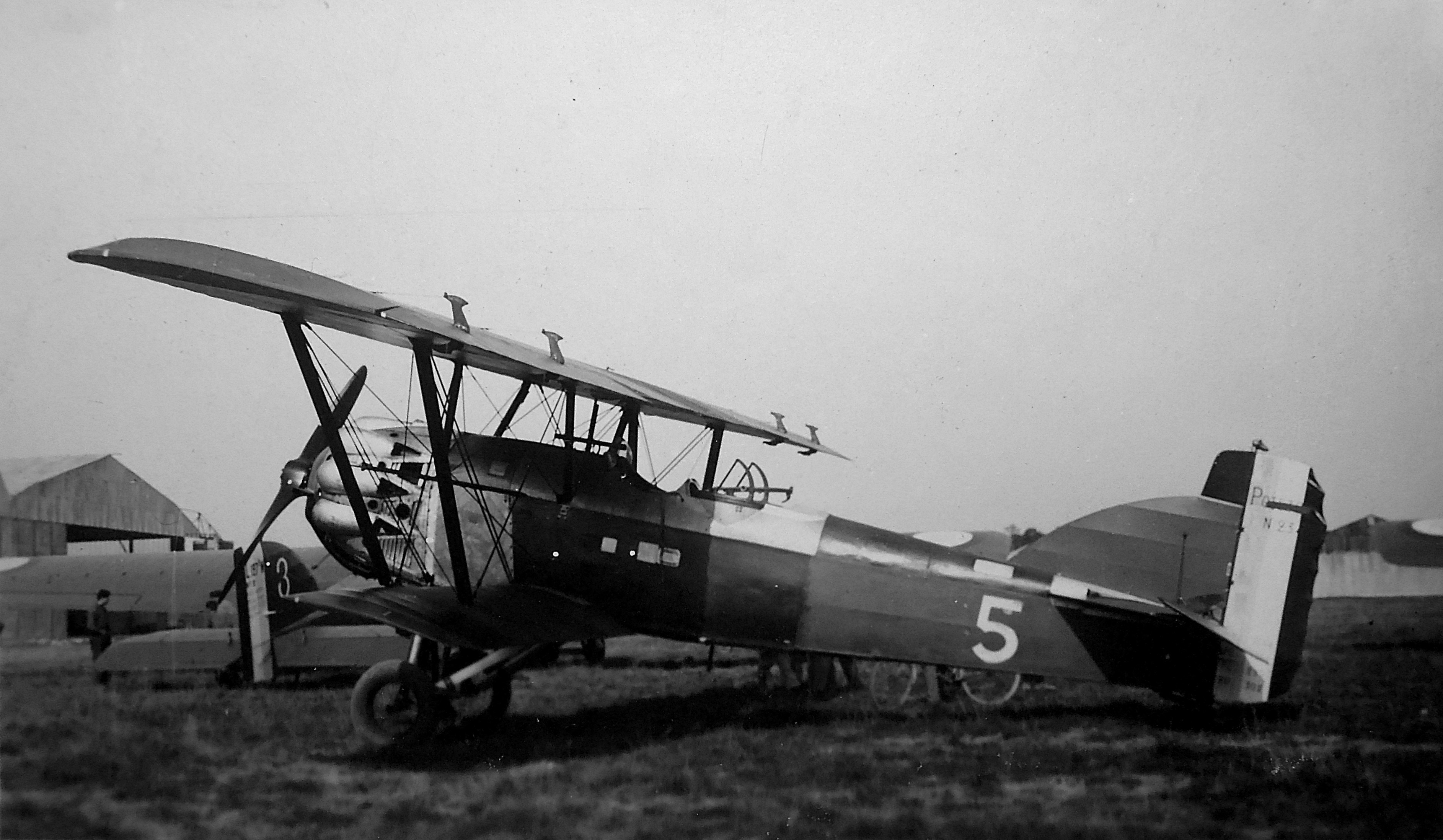
Potez XXV
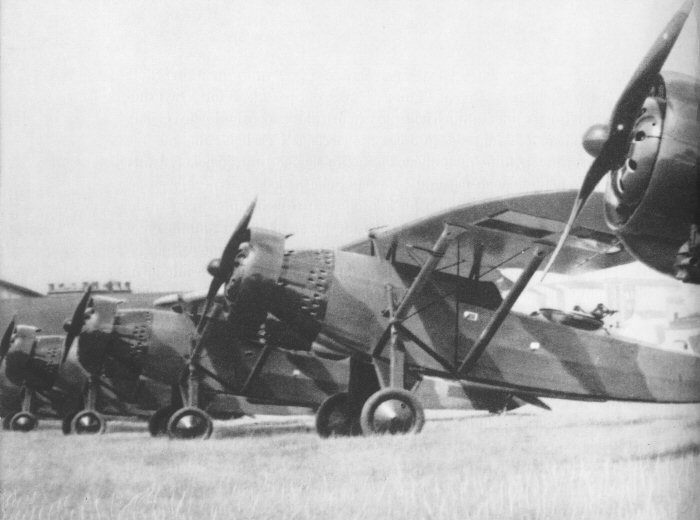
Lublin R.XIII (1934–1939)
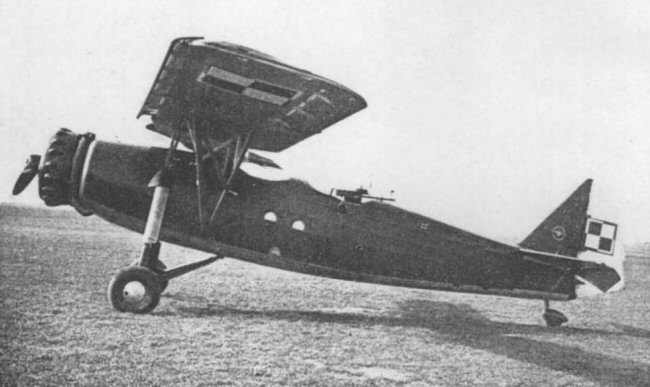
RWD-14 Czapla (1939)
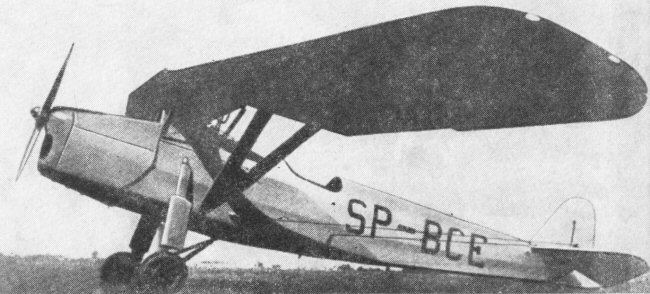
RWD-8 (łącznikowy)